# Premi e riconoscimenti delle Red Velvet
Questa è una lista dei premi e delle candidature ricevute dalle Red Velvet, gruppo musicale sudcoreano che debuttò nell'agosto 2014 sotto la SM Entertainment.

## Premi coreani
Asia Artist Award
| Anno | Premio                                   | Ricevente     | Risultato       |
| ---- | ---------------------------------------- | ------------- | --------------- |
| 2016 | Most Popular Artists (Singer) – Top 50   | Red Velvet    | Candidato/a     |
| 2017 | Most Popular Artists (Singer) – Top 50   | Red Velvet    | Candidato/a     |
| 2018 | Most Popular Artists (Singer) – Top 50   | Red Velvet    | Candidato/a     |
| 2019 | Most Popular Artists (Singer) – Top 50   | Red Velvet    | Candidato/a     |
| 2019 | Starnews Popularity Award (Female Group) | Red Velvet    | Candidato/a     |
| 2019 | Asia Celebrity (Singer)                  | Red Velvet    | Vincitore/trice |
| 2019 | Song of the Year                         | "Umpah Umpah" | Vincitore/trice |

Gaon Chart Music Award
| Anno | Premio                       | Ricevente          | Risultato       |
| ---- | ---------------------------- | ------------------ | --------------- |
| 2015 | New Artist of the Year       | Red Velvet         | Candidato/a     |
| 2016 | Hot Performance of the Year  | Red Velvet         | Vincitore/trice |
| 2016 | Popular Singer of the Year   | Red Velvet         | Candidato/a     |
| 2016 | Song of the Year (settembre) | "Dumb Dumb"        | Candidato/a     |
| 2017 | Song of the Year (settembre) | "Russian Roulette" | Candidato/a     |
| 2018 | Song of the Year (febbraio)  | "Rookie"           | Candidato/a     |
| 2018 | Song of the Year (luglio)    | "Red Flavor"       | Candidato/a     |
| 2018 | Song of the Year (novembre)  | "Peek-a-Boo"       | Candidato/a     |
| 2019 | Song of the Year (gennaio)   | "Bad Boy"          | Candidato/a     |
| 2019 | Song of the Year (agosto)    | "Power Up"         | Vincitore/trice |
| 2020 | Song of the Year (giugno)    | "Zimzalabim"       | In attesa       |
| 2020 | Song of the Year (agosto)    | "Umpah Umpah"      | In attesa       |

Genie Music Award
| Anno | Premio                          | Ricevente  | Risultato   |
| ---- | ------------------------------- | ---------- | ----------- |
| 2018 | Artist of the Year              | Red Velvet | Candidato/a |
| 2018 | Best Selling Artist of the Year | Red Velvet | Candidato/a |
| 2018 | Female Group Award              | Red Velvet | Candidato/a |
| 2018 | Genie Music Popularity Award    | Red Velvet | Candidato/a |
| 2018 | Song of the Year                | "Power Up" | Candidato/a |
| 2018 | Dance Track (Female)            | "Power Up" | Candidato/a |
| 2019 | Female Group Award              | Red Velvet | Candidato/a |
| 2019 | Performing Artist (Female)      | Red Velvet | Candidato/a |
| 2019 | The Top Artist                  | Red Velvet | Candidato/a |
| 2019 | Genie Music Popularity Award    | Red Velvet | Candidato/a |
| 2019 | Global Popularity Award         | Red Velvet | Candidato/a |

 Golden Disc Award 
| Anno | Premio                          | Ricevente          | Risultato       |
| ---- | ------------------------------- | ------------------ | --------------- |
| 2015 | Digital Daesang                 | "Happiness"        | Candidato/a     |
| 2015 | New Artist Award                | Red Velvet         | Vincitore/trice |
| 2015 | Popularity Award                | Red Velvet         | Candidato/a     |
| 2016 | Digital Daesang                 | "Ice Cream Cake"   | Candidato/a     |
| 2016 | Digital Bonsang                 | "Ice Cream Cake"   | Vincitore/trice |
| 2016 | Disk Daesang                    | The Red            | Candidato/a     |
| 2016 | Popularity Award                | Red Velvet         | Candidato/a     |
| 2016 | Global Popularity Award         | Red Velvet         | Candidato/a     |
| 2017 | Digital Daesang                 | "Russian Roulette" | Candidato/a     |
| 2017 | Disk Daesang                    | Russian Roulette   | Candidato/a     |
| 2017 | Ceci Asia Icon Award            | Red Velvet         | Vincitore/trice |
| 2017 | Popularity Award                | Red Velvet         | Candidato/a     |
| 2017 | Asian Choice Popularity Award   | Red Velvet         | Candidato/a     |
| 2018 | Digital Daesang                 | "Red Flavor"       | Candidato/a     |
| 2018 | Digital Bonsang                 | "Red Flavor"       | Vincitore/trice |
| 2018 | Disk Daesang                    | Perfect Velvet     | Candidato/a     |
| 2018 | Genie Popularity Award          | Red Velvet         | Candidato/a     |
| 2018 | Global Popularity Award         | Red Velvet         | Candidato/a     |
| 2019 | Digital Bonsang                 | "Bad Boy"          | Candidato/a     |
| 2019 | Disk Bonsang                    | Summer Magic       | Candidato/a     |
| 2019 | Popularity Award                | Red Velvet         | Candidato/a     |
| 2019 | NetEase Most Popular K-pop Star | Red Velvet         | Candidato/a     |

 Melon Music Award 
| Anno | Premio                   | Ricevente          | Risultato       |
| ---- | ------------------------ | ------------------ | --------------- |
| 2014 | Newcomer Award           | Red Velvet         | Candidato/a     |
| 2015 | Best Female Dance        | "Ice Cream Cake"   | Vincitore/trice |
| 2016 | Artist of the Year       | Red Velvet         | Candidato/a     |
| 2016 | Top 10 Artists           | Red Velvet         | Vincitore/trice |
| 2016 | Best Music Video         | "Russian Roulette" | Vincitore/trice |
| 2016 | Best Female Dance        | "Russian Roulette" | Candidato/a     |
| 2017 | Artist of the Year       | Red Velvet         | Candidato/a     |
| 2017 | Top 10 Artists           | Red Velvet         | Vincitore/trice |
| 2017 | Kakao Hot Star Award     | Red Velvet         | Candidato/a     |
| 2017 | Song of the Year         | "Rookie"           | Candidato/a     |
| 2017 | Best Female Dance        | "Red Flavor"       | Candidato/a     |
| 2018 | Song of the Year         | "Bad Boy"          | Candidato/a     |
| 2018 | Top 10 Artists           | Red Velvet         | Candidato/a     |
| 2018 | Netizen Popularity Award | Red Velvet         | Candidato/a     |
| 2018 | Kakao Hot Star Award     | Red Velvet         | Candidato/a     |
| 2019 | Netizen Popularity Award | Red Velvet         | In attesa       |

 Mnet Asian Music Award 
| Anno | Premio                                | Ricevente              | Risultato       |
| ---- | ------------------------------------- | ---------------------- | --------------- |
| 2015 | UnionPay Song of the Year             | "Ice Cream Cake"       | Candidato/a     |
| 2015 | Best Dance Performance (Female Group) | "Ice Cream Cake"       | Vincitore/trice |
| 2016 | Hotels Combined Artist of the Year    | Red Velvet             | Candidato/a     |
| 2016 | Best Female Group                     | Red Velvet             | Candidato/a     |
| 2016 | iQiYi Worldwide Favorite Artist       | Red Velvet             | Candidato/a     |
| 2016 | Song of the Year                      | "Russian Roulette"     | Candidato/a     |
| 2016 | Best Dance Performance (Female Group) | "Russian Roulette"     | Candidato/a     |
| 2017 | Artist of the Year                    | Red Velvet             | Candidato/a     |
| 2017 | Best Female Group                     | Red Velvet             | Vincitore/trice |
| 2017 | Qoo10 2017 Favorite KPOP Star         | Red Velvet             | Candidato/a     |
| 2017 | Song of the Year                      | "Red Flavor"           | Candidato/a     |
| 2017 | Best Dance Performance (Female Group) | "Red Flavor"           | Candidato/a     |
| 2018 | Album of the Year                     | The Perfect Red Velvet | Candidato/a     |
| 2018 | Song of the Year                      | "Bad Boy"              | Candidato/a     |
| 2018 | Best Dance Performance (Female Group) | "Bad Boy"              | Candidato/a     |
| 2018 | Artist of the Year                    | Red Velvet             | Candidato/a     |
| 2018 | Best Female Group                     | Red Velvet             | Candidato/a     |
| 2018 | Favorite Dance Artist (Female)        | Red Velvet             | Candidato/a     |
| 2019 | Artist of the Year                    | Red Velvet             | In attesa       |
| 2019 | Best Female Group                     | Red Velvet             | In attesa       |
| 2019 | Worldwide Fans' Choice Top 10         | Red Velvet             | In attesa       |
| 2019 | 2019 Qoo10 Favorite Female Artist     | Red Velvet             | In attesa       |
| 2019 | Song of the Year                      | "Zimzalabim"           | In attesa       |
| 2019 | Best Dance Performance (Female Group) | "Zimzalabim"           | In attesa       |

 Seoul Music Award 
| Anno | Premio               | Ricevente  | Risultato       |
| ---- | -------------------- | ---------- | --------------- |
| 2015 | Bonsang Award        | Red Velvet | Candidato/a     |
| 2015 | New Artist Award     | Red Velvet | Vincitore/trice |
| 2015 | Popularity Award     | Red Velvet | Candidato/a     |
| 2015 | Hallyu Special Award | Red Velvet | Candidato/a     |
| 2016 | Daesang Award        | Red Velvet | Candidato/a     |
| 2016 | Bonsang Award        | Red Velvet | Vincitore/trice |
| 2016 | Popularity Award     | Red Velvet | Candidato/a     |
| 2016 | Hallyu Special Award | Red Velvet | Candidato/a     |
| 2017 | Daesang Award        | Red Velvet | Candidato/a     |
| 2017 | Bonsang Award        | Red Velvet | Vincitore/trice |
| 2017 | Popularity Award     | Red Velvet | Candidato/a     |
| 2017 | Hallyu Special Award | Red Velvet | Candidato/a     |
| 2018 | Daesang Award        | Red Velvet | Candidato/a     |
| 2018 | Bonsang Award        | Red Velvet | Vincitore/trice |
| 2018 | Popularity Award     | Red Velvet | Candidato/a     |
| 2018 | Hallyu Special Award | Red Velvet | Candidato/a     |
| 2019 | Daesang Award        | Red Velvet | Candidato/a     |
| 2019 | Bonsang Award        | Red Velvet | Vincitore/trice |
| 2019 | Popularity Award     | Red Velvet | Candidato/a     |
| 2019 | Hallyu Special Award | Red Velvet | Candidato/a     |

Soribada Best K-Music Award
| Anno | Premio                      | Ricevente  | Risultato       |
| ---- | --------------------------- | ---------- | --------------- |
| 2017 | Daesang Award               | Red Velvet | Candidato/a     |
| 2017 | Bonsang Award               | Red Velvet | Vincitore/trice |
| 2017 | Hallyu Icon Award           | Red Velvet | Vincitore/trice |
| 2017 | Popularity Award            | Red Velvet | Candidato/a     |
| 2018 | Daesang Award               | Red Velvet | Candidato/a     |
| 2018 | Bonsang Award               | Red Velvet | Vincitore/trice |
| 2018 | New Hallyu Artist Award     | Red Velvet | Vincitore/trice |
| 2018 | Popularity Award (Female)   | Red Velvet | Candidato/a     |
| 2018 | Global Fandom Award         | Red Velvet | Candidato/a     |
| 2019 | Stage of the Year (Daesang) | Red Velvet | Vincitore/trice |
| 2019 | Bonsang Award               | Red Velvet | Vincitore/trice |
| 2019 | Popularity Award (Female)   | Red Velvet | Candidato/a     |

 Korean Music Award 
| Anno | Premio           | Ricevente          | Risultato       |
| ---- | ---------------- | ------------------ | --------------- |
| 2017 | Best Pop Song    | "Russian Roulette" | Candidato/a     |
| 2018 | Song of the Year | "Red Flavor"       | Candidato/a     |
| 2018 | Best Pop Song    | "Red Flavor"       | Vincitore/trice |
| 2018 | Best Pop Album   | Perfect Velvet     | Candidato/a     |
| 2019 | Best Pop Song    | "Bad Boy"          | Candidato/a     |

 Korea Popular Music Award 
| Anno | Premio             | Ricevente    | Risultato       |
| ---- | ------------------ | ------------ | --------------- |
| 2018 | Album of the Year  | Summer Magic | Candidato/a     |
| 2018 | Song of the Year   | "Power Up"   | Candidato/a     |
| 2018 | Group Dance Award  | "Power Up"   | Vincitore/trice |
| 2018 | Artist of the Year | Red Velvet   | Candidato/a     |
| 2018 | Bonsang Award      | Red Velvet   | Vincitore/trice |
| 2018 | Popularity Award   | Red Velvet   | Candidato/a     |

 Korean Entertainment Arts Award 
| Anno | Premio                 | Ricevente  | Risultato       |
| ---- | ---------------------- | ---------- | --------------- |
| 2015 | Best Rookie Award      | Red Velvet | Vincitore/trice |
| 2016 | Netizen's Choice Award | Red Velvet | Vincitore/trice |
| 2017 | Best Female Group      | Red Velvet | Vincitore/trice |
| 2019 | Best Female Group      | Red Velvet | Vincitore/trice |

The Fact Music Award
| Anno | Premio                       | Ricevente  | Risultato       |
| ---- | ---------------------------- | ---------- | --------------- |
| 2019 | Artist of the Year (Bonsang) | Red Velvet | Vincitore/trice |
| 2019 | Worldwide Icon               | Red Velvet | Vincitore/trice |

## Premi internazionali
BreakTudo Awards
| Anno | Premio                   | Ricevente                        | Risultato   |
| ---- | ------------------------ | -------------------------------- | ----------- |
| 2018 | K-pop Female Group       | Red Velvet                       | Candidato/a |
| 2019 | K-pop Female Group       | Red Velvet                       | Candidato/a |
| 2019 | Colaboration of the Year | "Close to Me (Red Velvet Remix)" | Candidato/a |

 Teen Choice Awards 
| Anno | Premio                       | Ricevente                        | Risultato       |
| ---- | ---------------------------- | -------------------------------- | --------------- |
| 2019 | Choice Electronic/Dance Song | "Close to Me" (Red Velvet Remix) | Vincitore/trice |

 Spotify Awards 
| Anno | Premio                           | Ricevente  | Risultato   |
| ---- | -------------------------------- | ---------- | ----------- |
| 2020 | Most-Streamed Kpop Female Artist | Red Velvet | Candidato/a |

 MTV Video Music Awards 
| Anno | Premio     | Ricevente | Risultato   |
| ---- | ---------- | --------- | ----------- |
| 2020 | Best K-Pop | "Psycho"  | Candidato/a |

## Altri premi
| Anno                                            | Premio                                               | Ricevente    | Risultato       | Fonti  |
| ----------------------------------------------- | ---------------------------------------------------- | ------------ | --------------- | ------ |
| SBS MTV Best of the Best                        |                                                      |              |                 |        |
| 2014                                            | Best New Artist                                      | Red Velvet   | Candidato/a     | [ 31 ] |
| 2014                                            | Best Remake Song                                     | "Be Natural" | Vincitore/trice | [ 31 ] |
| SBS Gayo Daejeon                                |                                                      |              |                 |        |
| 2014                                            | Best New Artist                                      | Red Velvet   | Candidato/a     |        |
| Simply K-Pop Award                              |                                                      |              |                 |        |
| 2015                                            | Best Performance Girl Group                          | Red Velvet   | Vincitore/trice | [ 32 ] |
| MBC Music Show Champion Award                   |                                                      |              |                 |        |
| 2015                                            | Best Performance Girl Group                          | "Dumb Dumb"  | Candidato/a     |        |
| Social Welfare 2017                             |                                                      |              |                 |        |
| 2017                                            | Seoul Mayor's Award                                  | Red Velvet   | Vincitore/trice | [ 33 ] |
| Sports DongA Award                              |                                                      |              |                 |        |
| 2017                                            | Summer Queens Of The Year                            | Red Velvet   | Vincitore/trice | [ 34 ] |
| Korean Entertainment Producer Association Award |                                                      |              |                 |        |
| 2018                                            | Artist of the Year                                   | Red Velvet   | Vincitore/trice | [ 35 ] |
| Korea Producer Award                            |                                                      |              |                 |        |
| 2018                                            | Performer Award (Singer category)                    | Red Velvet   | Vincitore/trice |        |
| KBS World Global Fan Award                      |                                                      |              |                 |        |
| 2018                                            | Best Artist (Female)                                 | Red Velvet   | Vincitore/trice |        |
| Korean Popular Culture and Arts Award           |                                                      |              |                 |        |
| 2018                                            | Minister of Culture, Sports and Tourism Commendation | Red Velvet   | Vincitore/trice | [ 36 ] |
| Korea First Brand Award                         |                                                      |              |                 |        |
| 2018                                            | Female Idol                                          | Red Velvet   | Vincitore/trice | [ 37 ] |
| V Live Award                                    |                                                      |              |                 |        |
| 2019                                            | Artist Top 10                                        | Red Velvet   | Vincitore/trice | [ 38 ] |
| 2019                                            | Best Channel – 1 million followers                   | Red Velvet   | Vincitore/trice | [ 39 ] |
| 2019                                            | Global Artist Top 12                                 | Red Velvet   | Candidato/a     |        |